# Silvan (Diyarbakır tartomány)
Silvan (török nyelven: Silvan, arab nyelven: ميافارقين, Meiafarakin vagy Mayyafariqin) város és kerület Törökország Diyarbakır tartományában. Népessége 41 411 fő.

## Története
Silvan városát több tudós is azonosította Tigranakertával (Tigranocert), az Örmény Királyság egykori fővárosának két lehetséges helyszíne egyikeként, amelyet Tigran örmény király építtetett.
A római hadsereg 69-ben legyőzte Tigrant, majd a város idővel, mint a hellenisztikus kultúra és virágzó kereskedelmi központ elvesztette fontosságát. Később 387-ben  a bizánci birodalom részévé vált.
Időszámítás után 400 körül a város püspöke, Marutha, a későbbi Szent Maruthas volt, aki a szasszanida uralom keresztény mártírjainak egyike volt. A szasszanidák alatti keresztény üldözések után a várost Martyropolisnak, "a vértanúk városa" nevezték át. I Justinian reformjait követve (527-565.) a város Örményország negyedik tartományi fővárosává vált. Az ibériai háború utolsó szakaszában a várost a perzsák ostromolták meg.
A 7. században, miután az arabok vették át ezt a régiót, neve Meiafarakin néven lett ismert. A későbbi évszázadok során jelentéktelenné vált, majd a Safavidák és az Ottománok közötti rivalizációs korszak alatt kisebb kurd központtá vált.
2015 augusztusában Silvan a török kormányzati erők és a kurd Kurdisztáni Munkáspárt (PKK) szeparatisták közötti komoly összecsapások helyszíne volt.

## Nevezetességek
- Nagy mecset - a régió egyik legnagyobb mecsetje, 1031-ben épült.
- Városfalak - nagy Tigran Királyságának fővárosában, Kr.e. 77-ben hozták létre. 2200 méter hosszú, 50 tornyot és 9 kaput tartalmaz. A Zembil Froş-torony legendás szerelmi történetéről híres.
- Malabadi híd - Silvan város közelében a Tigris folyóba ömlő Batman-folyó fölött ível át. A folyó legkeskenyebb részén építették fel. A hidat még a 12. században építették és még ma is használják. Ez a leghosszabb kőhíd a világon, teljes hossza 281,67 méter, szélessége 7,15 méter. Egy fő és 5 mellék boltívvel rendelkezik. Különböző méretű és formájú terméskövekből építették, de téglát is használtak a boltívek kialakításához. A híd 2016-ban szerepelt a törökországi világörökségek listáján.
- Hassuni barlangok - a várostól 6 km-re keletre fekvő Hassuni kőzetegyüttes 300 barlangot, csatornákat, sziklákat, templomokat, törökfürdőt és szövőüzleteket faragott lépcsőket tartalmaz.

## Galéria

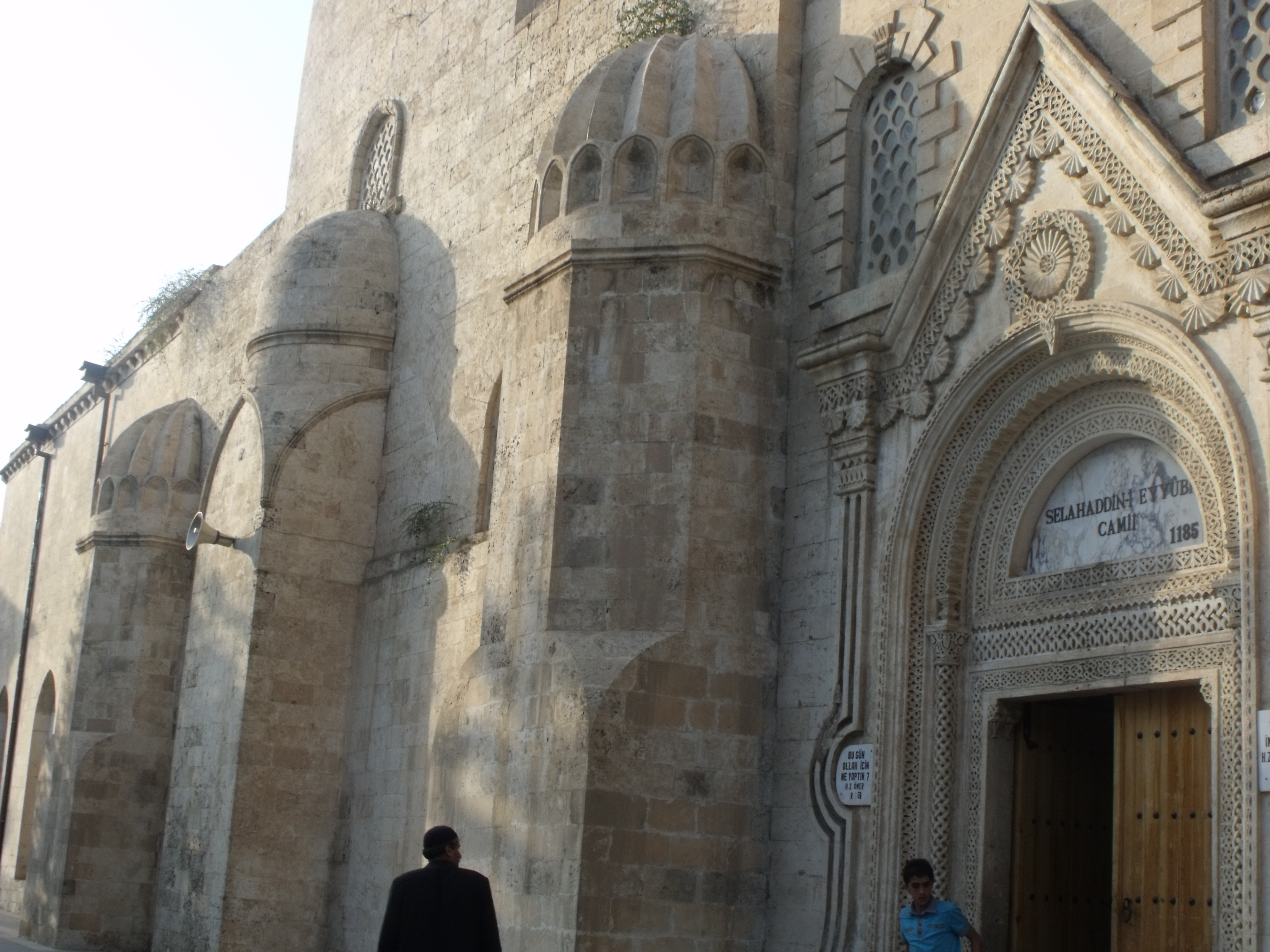
Nagymecset
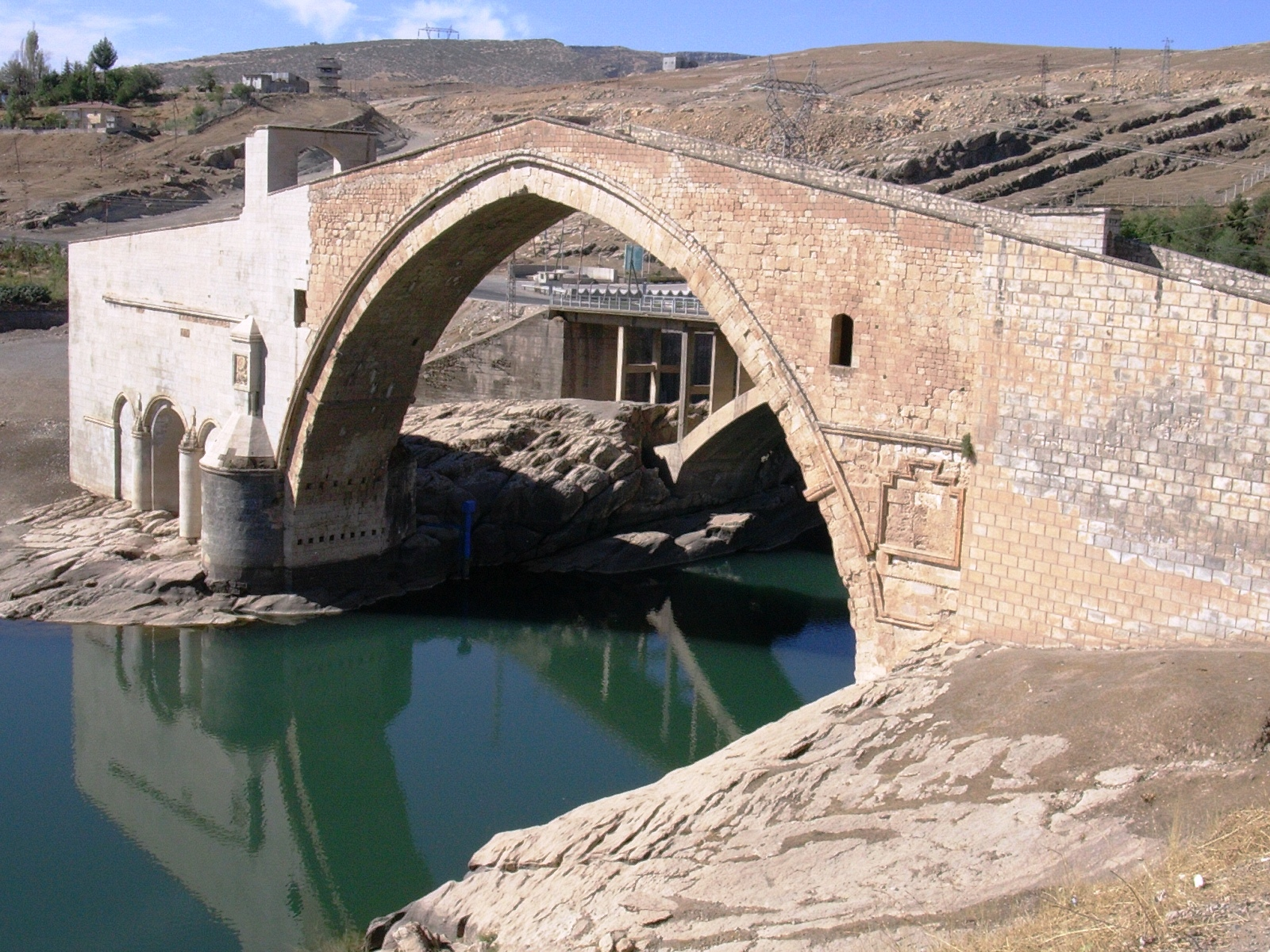
Malabadi híd
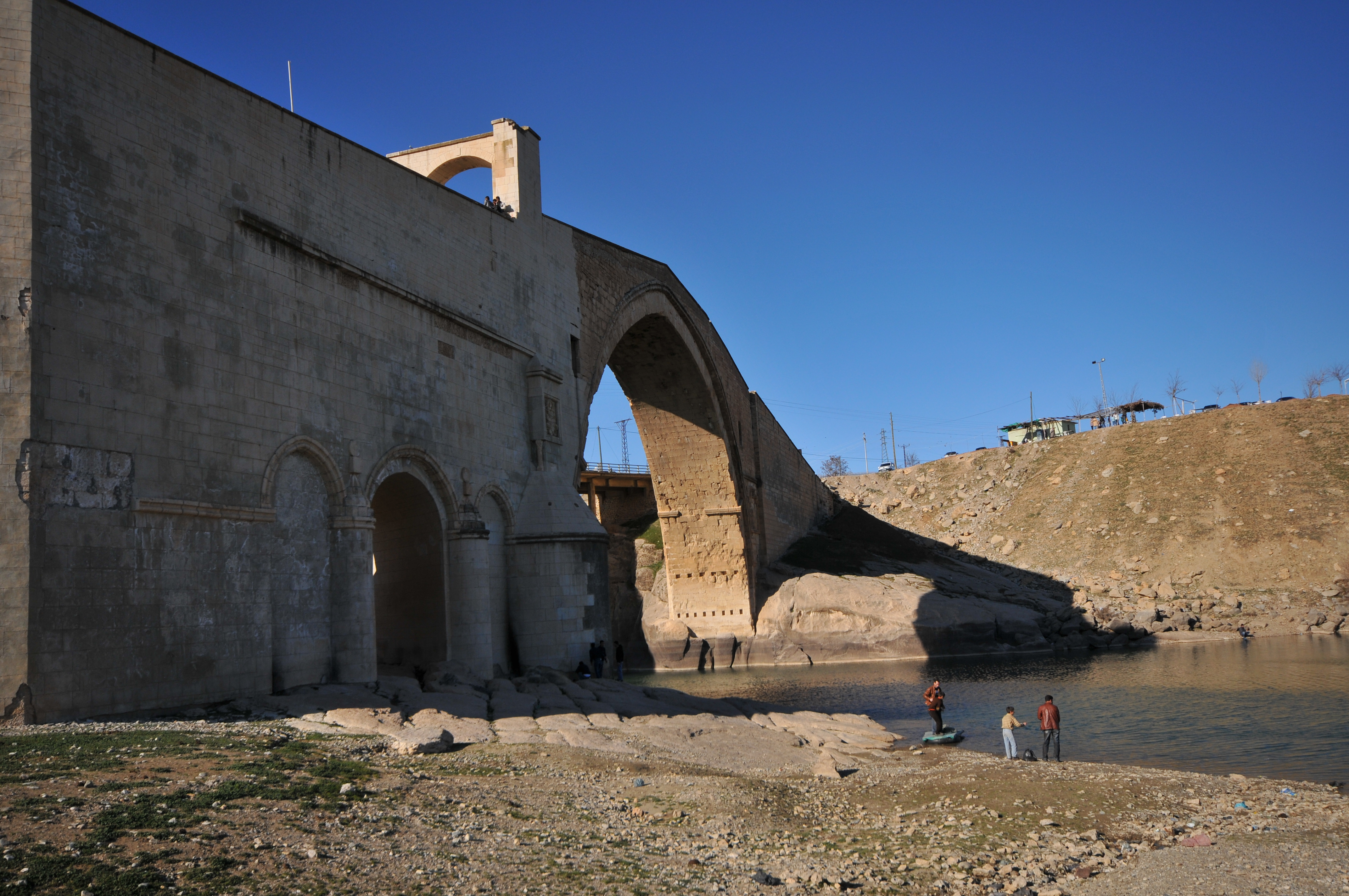
Malabadi híd, részlet
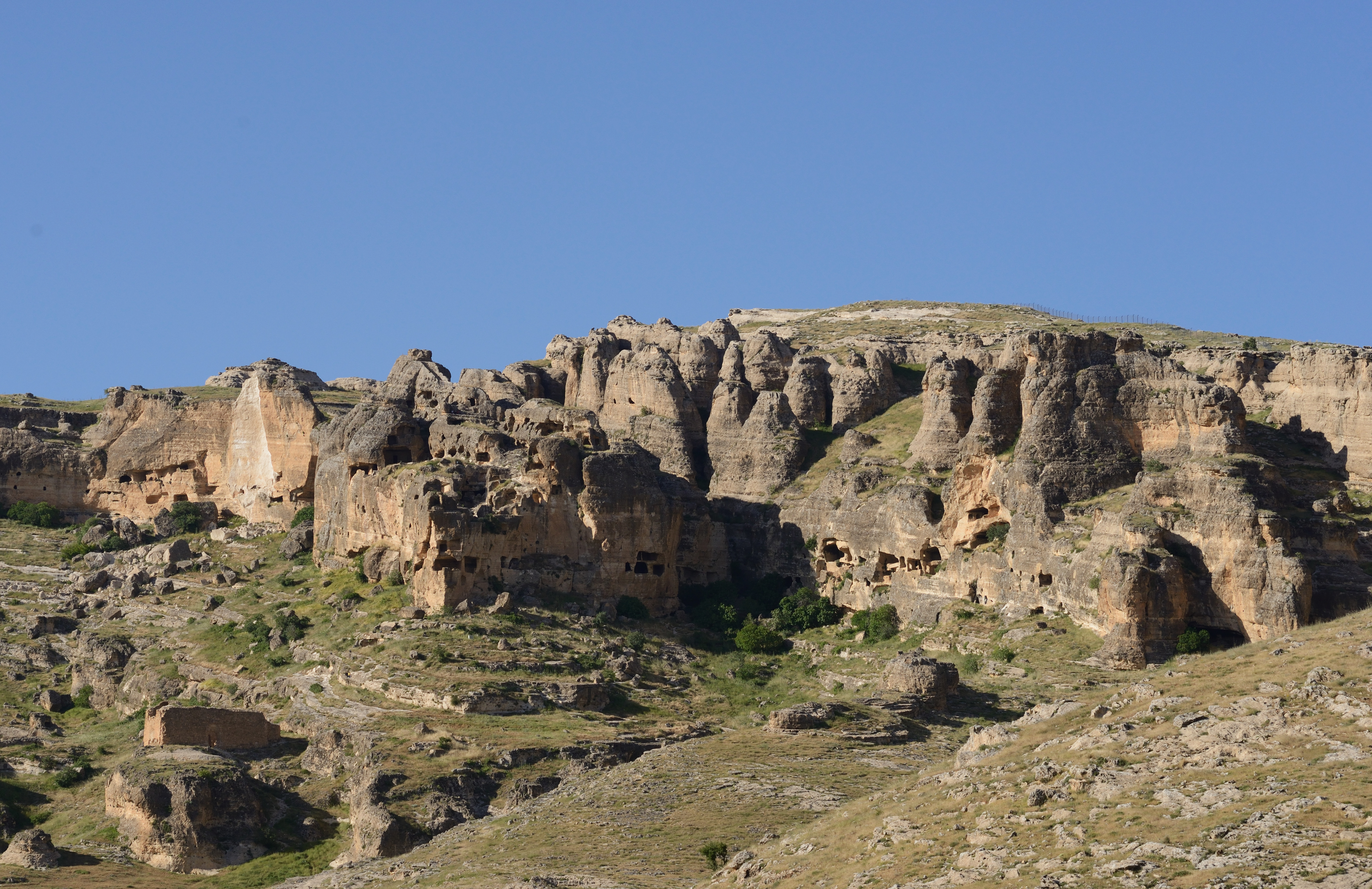
Hassuni barlangok
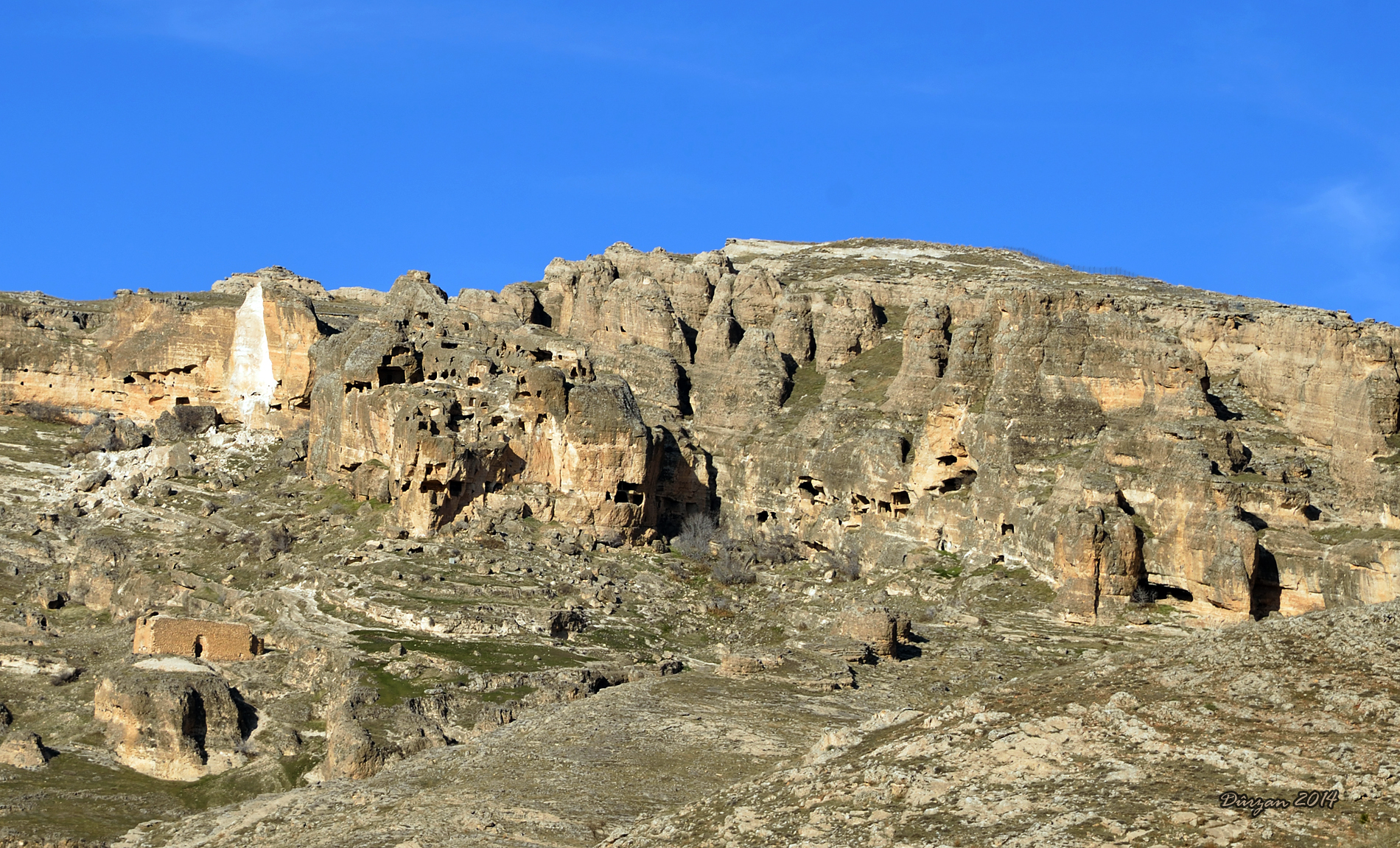
Hassuni barlangok, részlet
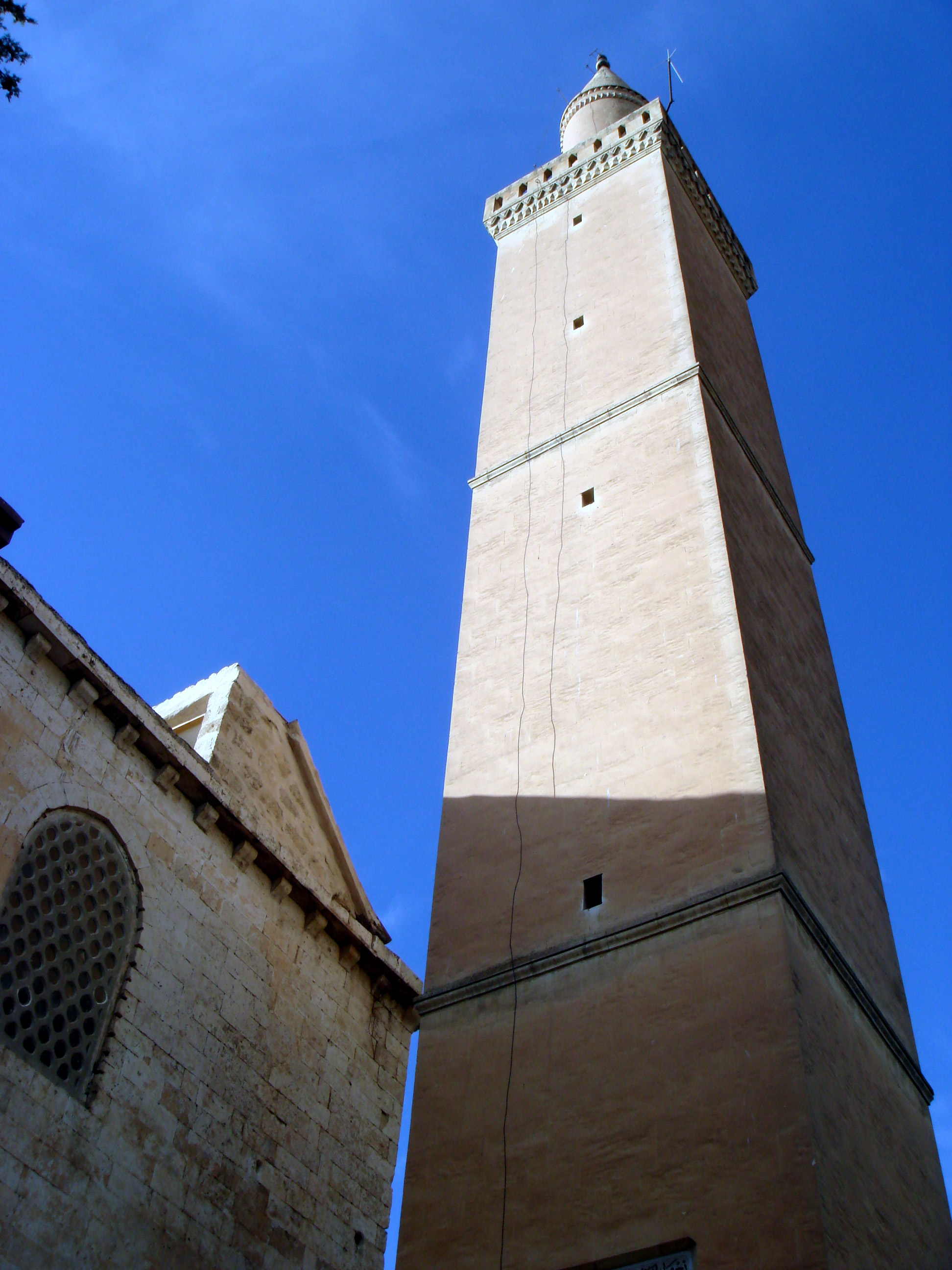
Selahedînê minaret
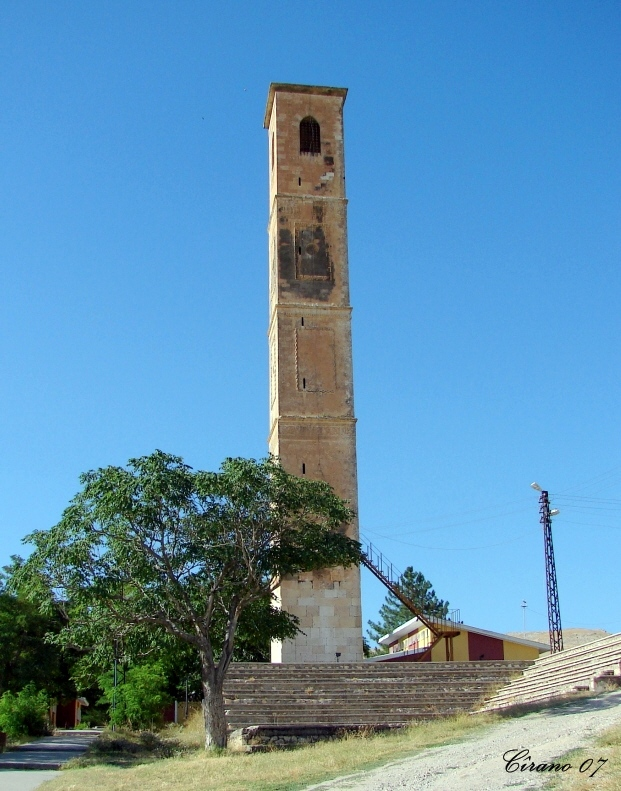
Minaret
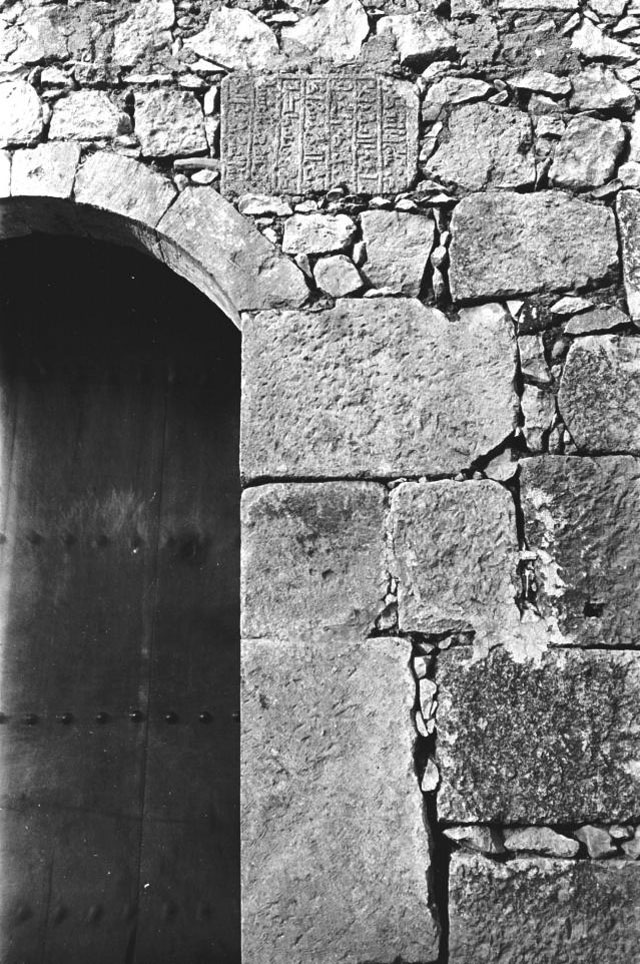
Városfal részlete
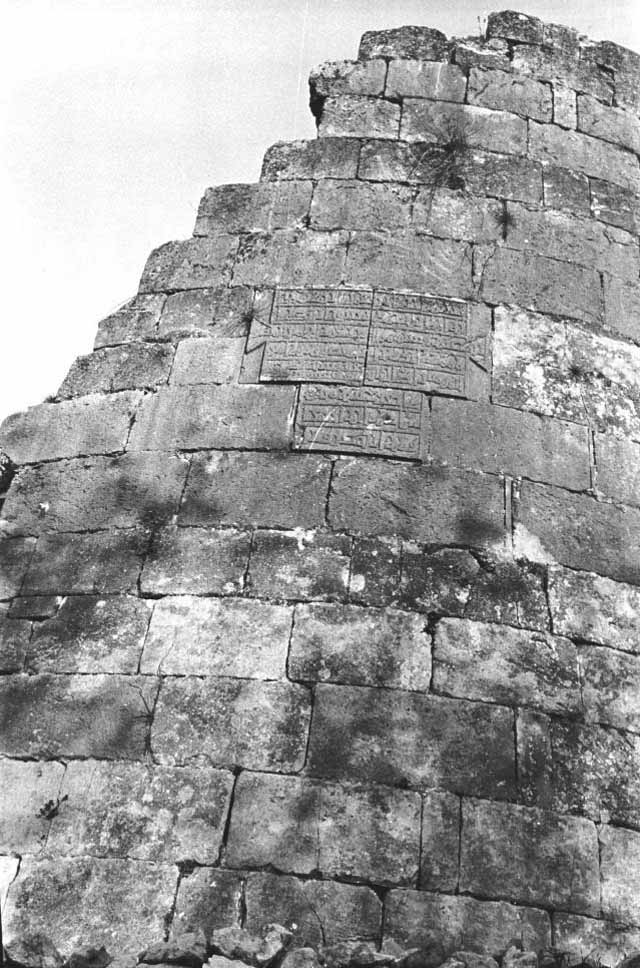
Városfal - részlet a második keleti torony kapuján látható faragott arab felirattal - Merwanid Sa'id